# ماري بلير مودي
ماري بلير مودي (بالإنجليزية: Mary Blair Moody)‏ هي طبيبة أمريكية، ولدت في 8 أغسطس 1837 في Barker, Broome County, New York ‏ في الولايات المتحدة، وتوفيت في 18 أغسطس 1919 في نيو هيفن في الولايات المتحدة.